# Leichtathletik-Europameisterschaften 1954/10.000 m der Männer

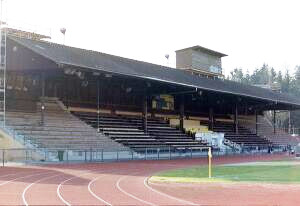
Tribüne des Stadions Neufeld in Bern

Der 10.000-Meter-Lauf der Männer bei den Leichtathletik-Europameisterschaften 1954 wurde am 25. August 1954 im Stadion Neufeld in Bern ausgetragen.
Europameister wurde der tschechoslowakische Titelverteidiger Emil Zátopek, der damit seine insgesamt dritte Goldmedaille bei Europameisterschaften gewann. Er gewann vor dem Ungarn József Kovács. Bronze ging an den Briten Frank Sando.

## Rekorde

### Bestehende Rekorde
| Weltrekord           | 28:54,2 min | Emil Zátopek | Brüssel, Belgien       | 1. Juni 1954    |
| Europarekord         | 28:54,2 min | Emil Zátopek | Brüssel, Belgien       | 1. Juni 1954    |
| Meisterschaftsrekord | 29:12,0 min | Emil Zátopek | EM in Brüssel, Belgien | 23. August 1950 |

### Rekordverbesserungen
Im Rennen am 25. August wurde der bestehende EM verbessert und darüber hinaus wurden drei neue Landesrekorde aufgestellt.
- Meisterschaftsrekord:
  - 28:58,0 min – Emil Zátopek (Tschechoslowakei)
- Landesrekorde:
  - 30:25,2 min – Dimitar Vachkov (Bulgarien)
  - 30:26,4 min – Emil Schudel (Schweiz)
  - 30:59,0 min – Júlio Silva (Portugal)

## Durchführung
Es gab keine Vorläufe, 23 Läufer nahmen gemeinsam das Rennen auf.

## Finale
25. August 1954, 19:15 Uhr
| Platz | Name                | Nation           | Zeit (min) |
| ----- | ------------------- | ---------------- | ---------- |
| 1     | Emil Zátopek        | Tschechoslowakei | 28:58,0 CR |
| 2     | József Kovács       | Ungarn           | 29:25,8    |
| 3     | Frank Sando         | Großbritannien   | 29:27,6    |
| 4     | Herbert Schade      | BR Deutschland   | 29:32,8    |
| 5     | Franjo Mihalić      | Jugoslawien      | 29:59,6    |
| 6     | Peter Driver        | Großbritannien   | 30:03,6    |
| 7     | Øistein Saksvik     | Norwegen         | 30:04,4    |
| 8     | Alexander Anufrijew | Sowjetunion      | 30:19,4    |
| 9     | Thomas Nilsson      | Schweden         | 30:22,4    |
| 10    | Dimitar Vachkov     | Bulgarien        | 30:25,2 NR |
| 11    | Emil Schudel        | Schweiz          | 30:26,4 NR |
| 12    | Grigori Basalajew   | Sowjetunion      | 30:29,4    |
| 13    | Stanisław Ożóg      | Polen            | 30:37,2    |
| 14    | Hannu Posti         | Finnland         | 30:39,4    |
| 15    | Thyge Thøgersen     | Dänemark         | 30:53,4    |
| 16    | Júlio Silva         | Portugal         | 30:59,0 NR |
| 17    | Rudolf Morgenthaler | Schweiz          | 31:10,4    |
| 18    | Jiří Šantrůček      | Tschechoslowakei | 31:11,2    |
| 19    | Lucien Theys        | Belgien          | 31:26,6    |
| 20    | Mustafa Özcan       | Türkei           | 31:42,4    |
| 21    | Antonio Amorós      | Spanien          | 31:50,8    |
| DNF   | Juhász Béla         | Ungarn           |            |
| DNF   | Jan Miecznikowski   | Polen            |            |
| DNS   | Marcel Vandewattyne | Belgien          |            |

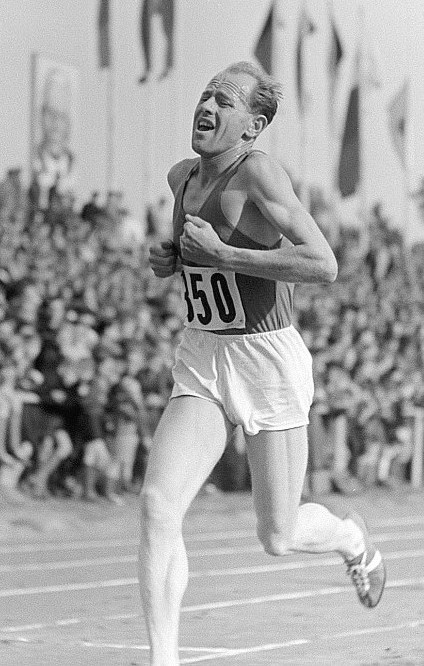
Emil Zátopek verteidigte seinen Titel mit einem Vorsprung von 27,8 s

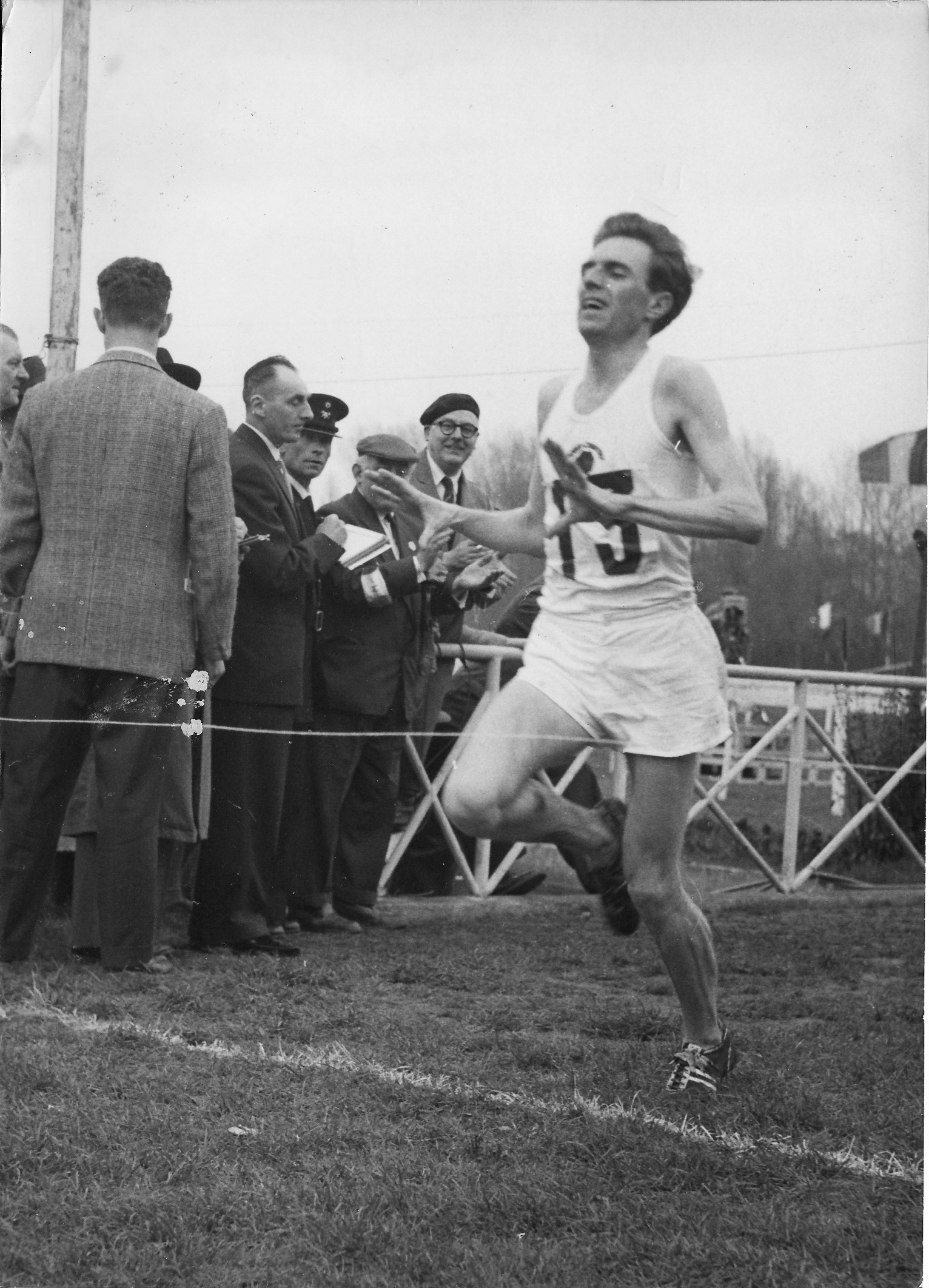
Bronzemedaillengewinner Frank Sando
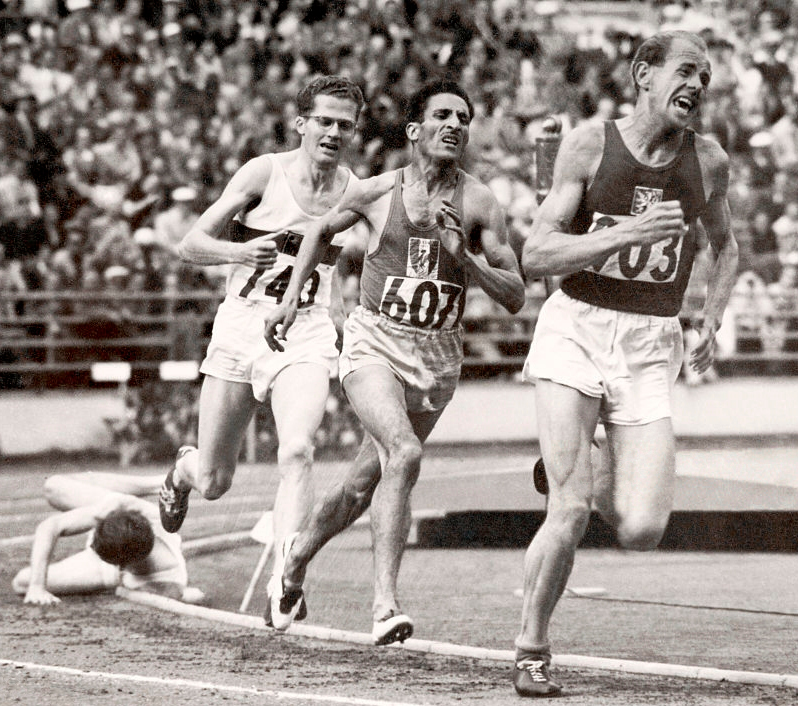
Herbert Schade – hier an dritter Stelle bei seinem 5000-m-Bronzerennen im olympischen Finale 1952 – kam auf den vierten Platz
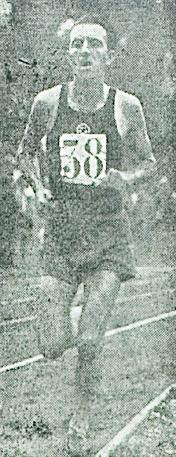
Franjo Mihalić belegte Rang fünf
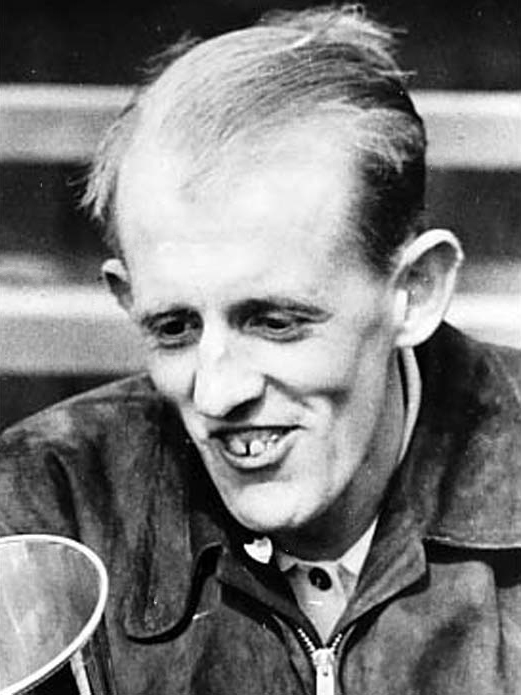
Thomas Nilsson wurde Neunter